# Clemente Onelli (localidad)
Clemente Onelli es una localidad y comisión de fomento del Departamento 25 de Mayo, provincia de Río Negro, Argentina.
Hasta la década de 1990 gozó de la cría de ganado y su rol como parada obligada del tren que unía Buenos Aires con Bariloche. 
Se encuentra sobre la Ruta Nacional 23. Es estación ferroviaria del Tren Patagónico.

## Población
Contó con 114 habitantes (Indec, 2010), lo que representó una reducción del 15% frente a los 135 habitantes (Indec, 2001) del censo anterior. Supo albergar casi 500 personas que soportaron los 25° bajo cero del invierno y se instalaran en este cañadón a más de 1140 metros s.n.m.. A partir de 1990, con el cierre de la estación Clemente Onelli , la población se redujo a casi la mitad.
El censo 2022 arrojó 62 viviendas con una población estable de 162 habitantes en la comisión de fomento.
| Gráfica de evolución demográfica de Clemente Onelli entre 1991 y 2022 |
|                                                                       |
| Fuente: Censos nacionales del INDEC                                   |

## Clima
Como todas las localidades y ciudades de la Línea Sur rionegrina, su clima es notablemente frío y extremo, con temperaturas mínimas que pueden caer hasta los -30 °C bajo cero e incluso registros más gélidos.

## Toponimia

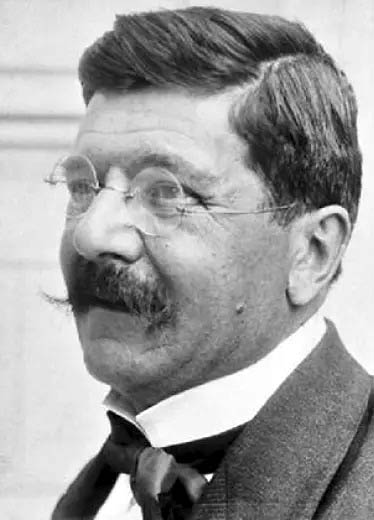
Clemente Onelli.

Recibe el nombre de Clemente Onelli, un científico italiano que nació en Roma en 1864 y murió en Buenos Aires en 1924.  Este hombre llegó a la Argentina en 1889. Exploró la Patagonia y fue director del zoológico de Buenos Aires.

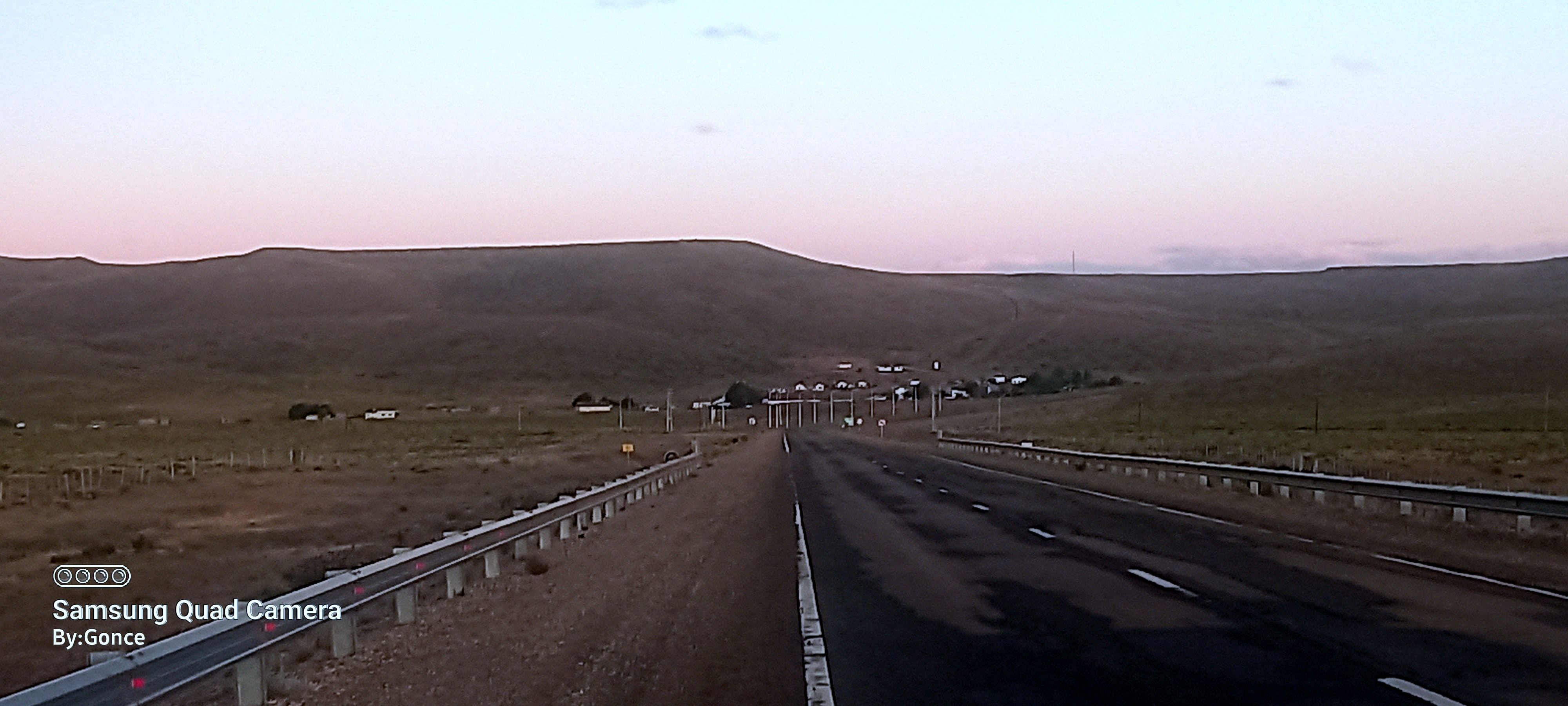
La localidad desde la ruta
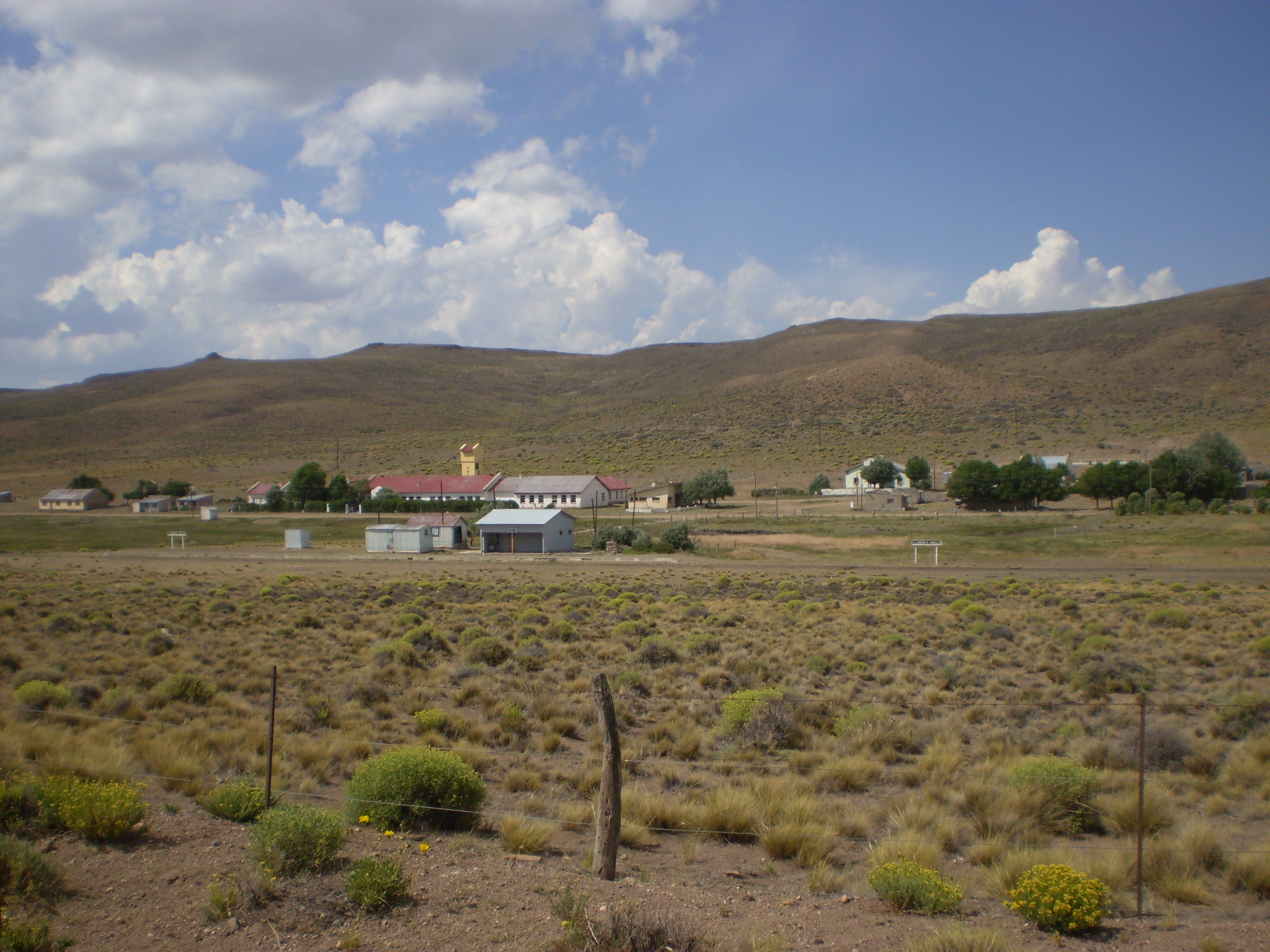
La estación del poblado.